# NGC 4711
NGC 4711 é uma galáxia espiral barrada (SBb) localizada na direcção da constelação de Canes Venatici. Possui uma declinação de +35° 19' 58" e uma ascensão recta de 12 horas, 48 minutos e 45,7 segundos.
A galáxia NGC 4711 foi descoberta em 1 de Maio de 1785 por William Herschel.